# Sparta (Carolina del Nord)
Sparta è una località degli Stati Uniti d'America, capoluogo della contea di Alleghany, nello Stato della Carolina del Nord.